# Mahenes
Mahenes es un género de escarabajos longicornios de la tribu Acanthocinini.

## Especies
- Mahenes demelti Breuning, 1980
- Mahenes multifasciatus Vives, 2007
- Mahenes semifasciatus Aurivillius, 1922